# Roszkowo (województwo pomorskie)
Roszkowo (niem. Rostau) – wieś w Polsce położona w województwie pomorskim, w powiecie gdańskim, w gminie Pruszcz Gdański na obszarze Żuław Gdańskich przy drodze wojewódzkiej nr 227. Wieś stanowi właściwie wschodnie przedmieście Pruszcza Gdańskiego.

## Historia
Historyczne nazwy Roszkowa to: Rostow, Rostaw, Rostau
Wieś była majątkiem rycerskim przejętym przez Krzyżaków na początku XIV wieku. Najwcześniejsza pisana wzmianka na jej temat pochodzi z początków XV wieku i dotyczy czynszów i świadczeń wsi na rzecz Zakonu krzyżackiego. Mówi o zobowiązaniu do wystawienia sołtysa i jednego zbrojnego do udziału w wojnach prowadzonych przez Zakon. W 1454 roku na mocy przywileju króla Kazimierza Jagiellończyka osada została włączona do gdańskiego patrymonium wiejskiego i było wydzierżawiane okolicznej szlachcie. Prawdopodobnie właścicielami wsi byli dzierżawcy dworu w Warczu, na rzecz którego mieszkańcy świadczyli obowiązki pańszczyźniane. Wieś należąca do Gdańskiej Wyżyny terytorium miasta Gdańska położona była w drugiej połowie XVI wieku w województwie pomorskim. W 1597 roku zostało włączone do parafii w Pruszczu. W 1675 odnotowano w dokumentach istnienie szkoły z własnym nauczycielem.
W 1869 w Roszkowie były 23 budynki mieszkalne i 6 zabudowań gospodarczych na obszarze 1157,60 morgów, a wieś wraz wybudowaniem i karczmą Schmaudkrug (Schmandtkrug) nad potokiem Gęś liczyła 200 mieszkańców.
13 grudnia 1872 wieś podlegała obwodowi wiejskiemu w Pruszczu, a w 1887 po reformie administracyjnej, przydzielono do powiatu wiejskiego Gdańska Nizina. W 1920 wraz z wybudowaniem Schmandkrug wieś weszła w skład Wolnego Miasta Gdańska, a 1 kwietnia 1942 została wcielona do „hanzeatyckiego miasta Gdańska”.
W 1793 roku we wsi mieszkało 103 mieszkańców w 20 rodzinach, w 1856 roku 173 osoby, w 1905 roku - 175, a w 1910 roku - 179, a w 1829 - 170.
W latach 1975–1998 miejscowość położona była w województwie gdańskim.

### Dom podcieniowy
Przed II wojną światową we wsi znajdował się dom podcieniowy P. Knoopa w stylu dolnosaksońskim. Styl ten pojawił się na Żuławach przed późniejszym środkowoniemieckim stylem budownictwa i charakteryzował się wejściem od węższej strony budynku, ulokowaniem inwentarza w pomieszczeniach po obydwu stronach bramy wjazdowej, a zbiorów płodów rolnych na strychu nad pomieszczeniami gospodarczymi i mieszkalnymi. Do pomieszczeń dla zwierząt przylegało od tyłu palenisko, a za nim znajdowały się pokoje mieszkalne właściciela.